# Lista de vereadores de Iguaba Grande
Esta é a lista de vereadores de Iguaba Grande, município brasileiro do estado do Rio de Janeiro.
A Câmara Municipal de Iguaba Grande, é formada por onze representantes.

## 7ª Legislatura (2021–2024)
Estes são os vereadores eleitos nas eleições de 15 de novembro de 2020, pelo período de 1° de janeiro de 2021 a 31 de dezembro de 2024:
|    | Nome                                                                                    | Partido                                | Votos | %    | Observações |
| -- | --------------------------------------------------------------------------------------- | -------------------------------------- | ----- | ---- | ----------- |
| 1  | Balliester Werneck de Praguer (2021-2022) (Rio de Janeiro, 27.10.1983–)                 | CIDADANIA                              | 1.336 | 7,16 | 4º mandato  |
| 2  | Marcelo Freire Pereira, Marcelo Durão (São Pedro da Aldeia, 03.12.1977–)                | Partido Liberal (PL)                   | 908   | 4,87 | 1º mandato  |
| 3  | Paulo César Rito Nunes (Rio de Janeiro, 17.02.1972–)                                    | CIDADANIA                              | 804   | 4,31 | 1º mandato  |
| 4  | Alan Rodrigues Pereira (Araruama, 25.04.1980–)                                          | Movimento Democrático Brasileiro (MDB) | 656   | 3,52 | 2º mandato  |
| 5  | Luciano Mattos da Silva (São Pedro da Aldeia, 21.03.1988–)                              | CIDADANIA                              | 642   | 3,44 | 1º mandato  |
| 6  | Marciley Lessa Chaves (Cabo Frio, 02.02.1978–)                                          | Partido Liberal (PL)                   | 640   | 3,43 | 2º mandato  |
| 7  | Roberto Carlos Antunes dos Santos (Rio de Janeiro, 01.04.1979–)                         | Movimento Democrático Brasileiro (MDB) | 632   | 3,39 | 2º mandato  |
| 8  | Adelson Baptista Bezerra Júnior, Júnior Bombeiro da Saúde (Rio de Janeiro, 17.12.1976–) | Movimento Democrático Brasileiro (MDB) | 628   | 3,37 | 1º mandato  |
| 9  | Adriano Batista Mairink, Tikinho (Cabo Frio, 14.08.1985–)                               | Democratas (DEM)                       | 627   | 3,36 | 2º mandato  |
| 10 | Elifas Levi dos Reis Ramalho (São Pedro da Aldeia, 17.06.1977–)                         | Progressistas (PP)                     | 506   | 2,71 | 1º mandato  |
| 11 | Sidney de Souza Nogueira Junior, Junior Negão (Iguaba Grande, 16.04.1983–)              | Patriota (PATRI)                       | 222   | 1,19 | 1º mandato  |

## 6ª Legislatura (2017–2020)
Estes são os vereadores eleitos nas eleições de 2 de outubro de 2016, pelo período de 1° de janeiro de 2017 a 31 de dezembro de 2020:
|    | Nome                                                                    | Partido                                            | Votos | %    | Observações |
| -- | ----------------------------------------------------------------------- | -------------------------------------------------- | ----- | ---- | ----------- |
| 1  | Vantoil Medeiros Martins (Iguaba Grande, 13.11.1975–)                   | Partido Popular Socialista (PPS)                   | 860   | 5,33 | 4º mandato  |
| 2  | Balliester Werneck de Praguer (2017-2020) (Rio de Janeiro, 27.10.1983–) | Partido Progressista (PP)                          | 740   | 4,59 | 3º mandato  |
| 3  | Alexandre Carvalho, da Farmácia (Iguaba Grande, 29.01.1975–)            | Partido Socialista Brasileiro (PSB)                | 545   | 3,38 | 2º mandato  |
| 4  | Miqueias de Mattos Gomes (Cabo Frio, 08.10.1982–)                       | Partido do Movimento Democrático Brasileiro (PMDB) | 539   | 3,34 | 2º mandato  |
| 5  | Dr. Alessandro Silva Grimauth (Rio de Janeiro, 09.07.1973–)             | Partido Verde (PV)                                 | 520   | 3,22 | 2º mandato  |
| 6  | Adriano Batista Mairink, Tikinho (Cabo Frio, 14.08.1985–)               | Partido Progressista (PP)                          | 513   | 3,18 | 1º mandato  |
| 7  | Adalberto Moreira da Silva, Vila Nova (Rio de Janeiro, 27.03.1977–)     | Partido Progressista (PP)                          | 502   | 3,11 | 1º mandato  |
| 8  | Jefferson Ferreira Martini, Jeffinho (Rio de Janeiro, 04.08.1983–)      | Partido Trabalhista Cristão (PTC)                  | 410   | 2,54 | 1º mandato  |
| 9  | Roberto Carlos Antunes dos Santos (Rio de Janeiro, 01.04.1979–)         | Partido Social Cristão (PSC)                       | 340   | 2,11 | 1º mandato  |
| 10 | Marciley Lessa Chaves, de Baíco (Rio de Janeiro, 02.02.1978–)           | Partido Democrático Trabalhista (PDT)              | 337   | 2,09 | 1º mandato  |
| 11 | Alan Rodrigues Pereira (Rio de Janeiro, 25.04.1980–)                    | Partido Verde (PV)                                 | 305   | 1,89 | 1º mandato  |

## Legenda
| Cor  | Significado          |
| Bege | Presidente da Câmara |
| Azul | Suplente             |